# Scrupocellaria reptans
Scrupocellaria reptans är en mossdjursart som först beskrevs av Carl von Linné den yngre 1758.  Scrupocellaria reptans ingår i släktet Scrupocellaria och familjen Candidae. Arten är reproducerande i Sverige. Inga underarter finns listade i Catalogue of Life.